# Pałac w Gozdawie
Pałac w Gozdawie – zabytkowy pałac wybudowany w miejscowości Gozdawa – wsi w Polsce, w województwie dolnośląskim, w powiecie średzkim, w gminie Środa Śląska.

## Historia
Pałac w latach 1866-1872 był własnością królewskiego szambelana barona von Bock.
Od frontu ryzalit zakończony trójkątnym frontonem z wnęką arkadową z głównym wejściem; nad nim kartusz z dwoma herbami z datą budowy 1861. Na lewej tarczy ukazany jest jeleń, na prawej ramię dzierżące strzałę.  Obiekt jest częścią zespołu pałacowego, w skład którego wchodzi jeszcze park.

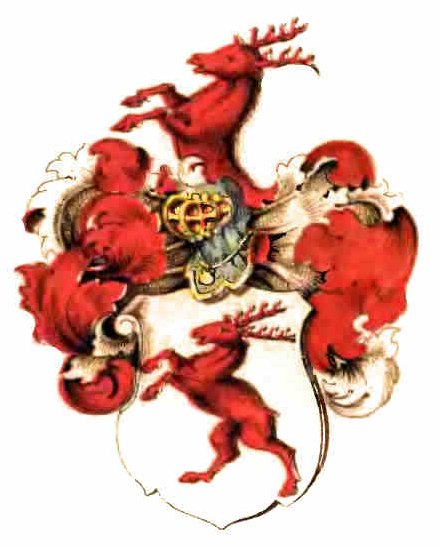
Herb von  Bock